# North Bend (Nebraska)
North Bend – miasto w Stanach Zjednoczonych, w stanie Nebraska, w hrabstwie Dodge.